# Leitha
Leitha (nemško Leitha; madžarsko Lajta, arhaično slovensko Litva) je okoli 180 km dolga reka v Srednji Evropi. Teče po ozemlju Avstrije in Madžarske.
Med Katzelsdorfom in Leithaprodersdorfom je Leitha do leta 1921 (oz. do priključitve Gradiščanske Avstriji) označevala mejo med Avstrijo in Madžarsko (Ogrsko). Zato so sodobniki po uvedbi dualizma leta 1867 za avstrijsko polovico Avstro-Ogrske uporabljali tudi izraza Cislajtanija ali Cislitvanija (tj. dežela na tej strani Leithe), za ogrsko polovico pa Translajtanija oziroma Translitvanija (tj. dežela na oni strani Leithe).